# Grandilithus ensifer
Espèce
Synonymes
- Otacilia ensifera Mu & Zhang, 2021

Grandilithus ensifer est une espèce d'araignées aranéomorphes de la famille des Phrurolithidae.

## Distribution
Cette espèce est endémique du Hunan en Chine,. Elle se rencontre dans le xian de Yizhang.

## Description
Le mâle holotype mesure 3,53 mm et la femelle paratype 4,31 mm.

## Systématique et taxinomie
Cette espèce a été décrite sous le protonyme Otacilia ensifera par Mu et Zhang en 2021. Elle est placée dans le genre Grandilithus par Liu, Li, Zhang, Ying, Meng, Fei, Li, Xiao et Xu en 2022.

## Publication originale
- Mu & Zhang, 2021 : « Seven new Otacilia Thorell, 1897 species from China (Araneae: Phrurolithidae). » Zootaxa, no 5032(4), p. 533-548.